# Mars 2020
Mars 2020 es una misión espacial del Programa de Exploración de Marte estadounidense realizado por la NASA con destino al planeta Marte, con lanzamiento realizado el 30 de julio de 2020, y aterrizado el 18 de febrero de 2021. Fue lanzado en la ventana marciana de 2020 (de ahí el origen de su nombre), siendo la tercera y última misión en aprovechar dicha ventana, tras la misión emiratí Hope y la china Tianwen-1. Para llevar a cabo su misión planetaria, incluye un rover y un pequeño helicóptero: el helicóptero explorador Ingenuity, cuya función es planificar la mejor ruta para el desplazamiento del rover Perseverance, que con sus instrumentos científicos estudiará el entorno astrobiológicamente antiguo del planeta e investigará sus procesos geológicos tanto de la superficie como de su interior e historia, incluida la evaluación de su habitabilidad, la posibilidad de existencia de vida en su lejano pasado y el potencial para la preservación de las biofirmas dentro de los materiales geológicos accesibles actualmente. Guardará en pequeños contenedores muestras recolectadas a lo largo de su ruta para una posible misión futura de retorno de muestras.
La misión fue anunciada por la NASA el 4 de diciembre de 2012 en la reunión de otoño de la Unión Americana de Geofísica en San Francisco. El diseño del rover Perseverance se deriva del rover Curiosity, y utilizará muchos componentes ya fabricados y probados, nuevos instrumentos científicos y un taladro de núcleo.
El lugar donde aterrizó la misión es el cráter Jezero localizado en el cuadrángulo de Syrtis Major en las coordenadas 18°51′18″N 77°31′08″E / 18.855, 77.519.

## Objetivos

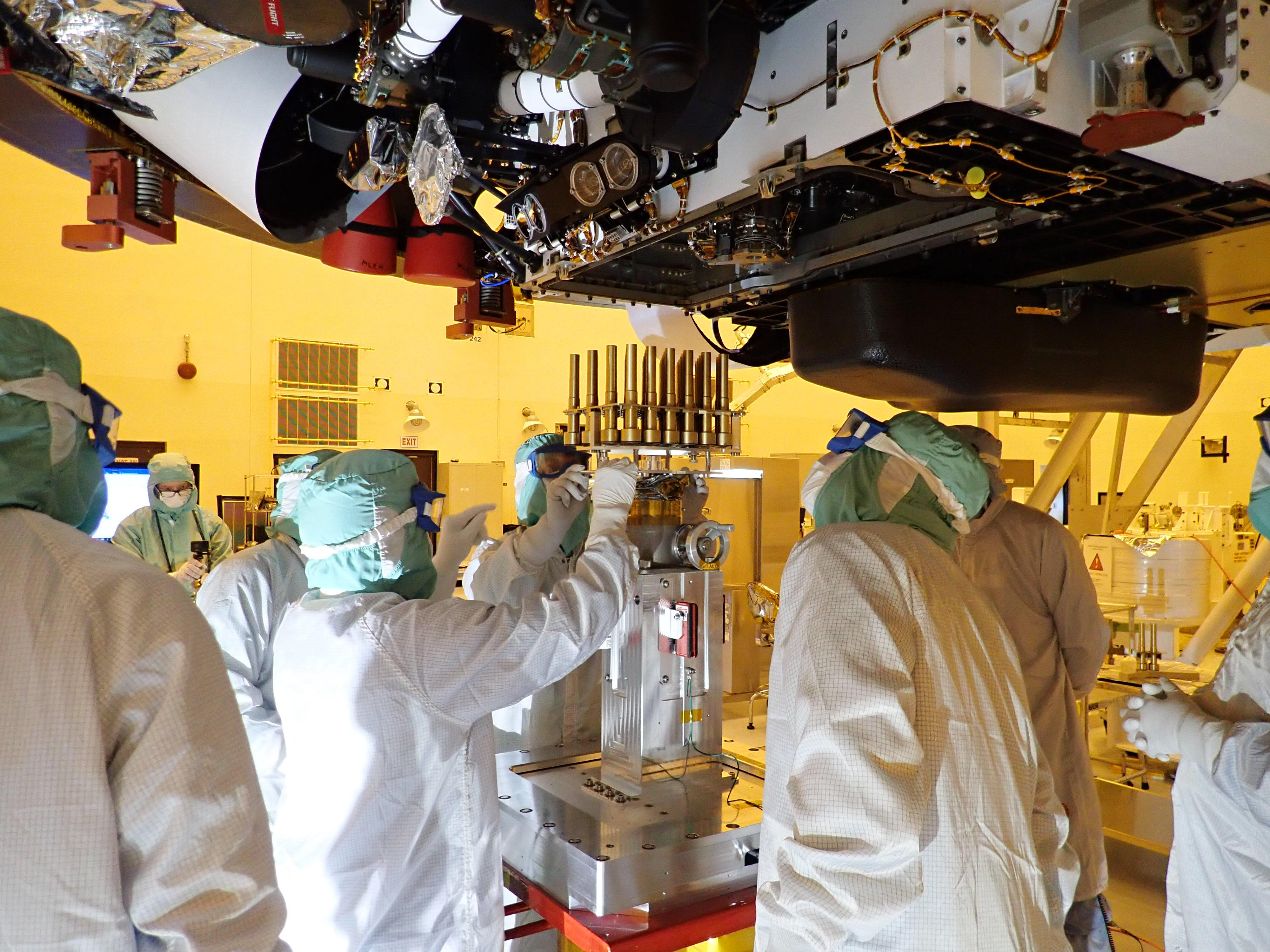
Los tubos de muestra se cargan en el vehículo Perseverance. Estos tubos, lanzados desde la Tierra en julio de 2020, pueden convertirse en el primer equipo en completar un viaje de ida y vuelta a Marte y regresar en 2031.

La misión buscará signos de condiciones habitables en Marte en el pasado antiguo y también buscará evidencia, o biofirmas, de vida microbiana pasada y agua. La misión se lanzó el 30 de julio de 2020 en un Atlas V-541, y el Laboratorio de Propulsión a Reacción gestionó la misión. La misión es parte del Programa de Exploración de Marte de la NASA. El Equipo de Definición de Ciencia propuso que el rover recolectara y empaquetara hasta 31 muestras de núcleos de roca y suelo superficial para una misión posterior y llevarlas de regreso para un análisis definitivo en la Tierra. En 2015, expandieron el concepto, planeando recolectar aún más muestras y distribuir los tubos en pequeñas pilas o cachés por la superficie de Marte.
En septiembre de 2013, la NASA lanzó un Anuncio de oportunidad para que los investigadores propongan y desarrollen los instrumentos necesarios, incluido el . Los instrumentos científicos para la misión fueron seleccionados en julio de 2014 tras un concurso abierto basado en los objetivos científicos marcados un año antes. La ciencia realizada por los instrumentos del rover proporcionará el contexto necesario para los análisis detallados de las muestras devueltas. El presidente del Equipo de Definición de Ciencia declaró que la NASA no presume que haya existido vida en Marte, pero dados los recientes hallazgos del rover Curiosity, parece posible que haya vida marciana pasada.

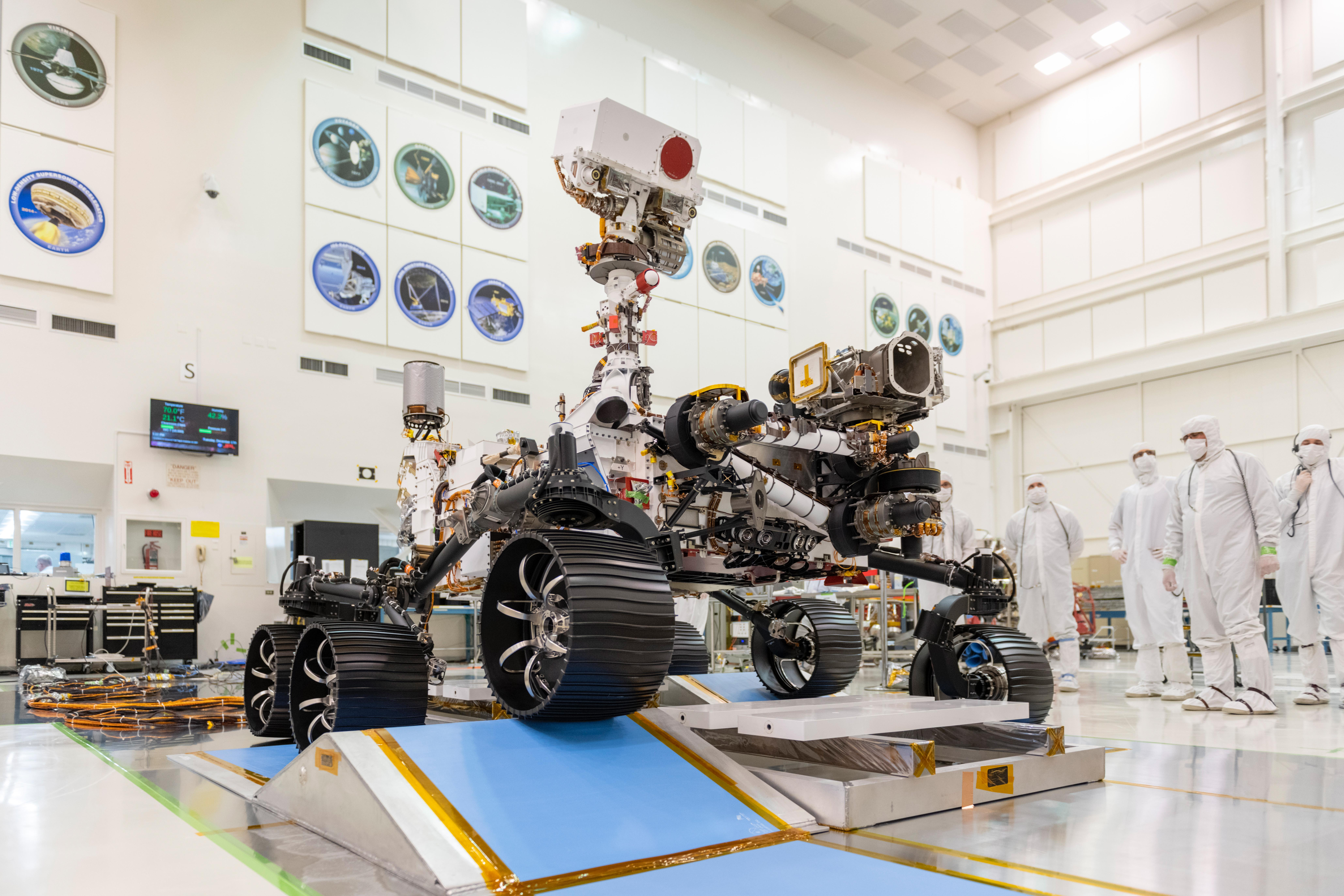
El rover Perseverance en el JPL cerca de Pasadena, California

El rover Perseverance explorará un sitio que probablemente haya sido habitable. Buscará signos de vidas pasadas, reservará un escondite retornable con las muestras de suelo y núcleos de roca más convincentes, y demostrará la tecnología necesaria para la futura exploración humana y robótica de Marte. Un requisito clave de la misión es que debe ayudar a preparar a la NASA para su misión de retorno de muestras a Marte a largo plazo y los esfuerzos de la misión con tripulación. El rover realizará mediciones y demostraciones de tecnología para ayudar a los diseñadores de una futura expedición humana a comprender los peligros que plantea el polvo marciano, y probará la tecnología para producir una pequeña cantidad de oxígeno puro (O2) de dióxido de carbono atmosférico marciano (CO2).
La tecnología de aterrizaje de precisión mejorada que aumenta el valor científico de las misiones robóticas también será fundamental para una eventual exploración humana en la superficie. Según los aportes del equipo de definición científica, la NASA definió los objetivos finales para el rover 2020. Esos se convirtieron en la base para solicitar propuestas para proporcionar instrumentos para la carga útil científica del rover en la primavera de 2014. La misión también intentará identificar el agua subterránea, mejorar las técnicas de aterrizaje y caracterizar el clima, el polvo y otras condiciones ambientales potenciales que podrían afectar a los futuros astronautas que vivan y trabajen en Marte.
Un requisito clave de la misión para este rover es que debe ayudar a preparar a la NASA para su campaña de la misión de retorno de muestras (MSR) a Marte, que se necesita antes de que se lleve a cabo cualquier misión tripulada. Tal esfuerzo requeriría tres vehículos adicionales: un orbitador, un vehículo de búsqueda y un vehículo de ascenso a Marte (MAV) de combustible sólido de dos etapas. Entre 20 y 30 muestras perforadas serán recolectadas y almacenadas en pequeños tubos por el rover Perseverance,  y serán dejadas en la superficie de Marte para una posible recuperación posterior por parte de la NASA en colaboración con la ESA. Un "explorador de búsqueda" recuperaría los cachés de muestra y los entregaría a un vehículo de ascenso a Marte (MAV) de combustible sólido de dos etapas. En julio de 2018, la NASA contrató a Airbus para producir un estudio de concepto de "búsqueda de rover". El MAV se lanzaría desde Marte y entraría en una órbita de 500 km y se reuniría con el Next Mars Orbiter o el Earth Return Orbiter. El contenedor de la muestra se transferiría a un vehículo de entrada a la Tierra (EEV) que lo llevaría a la Tierra, entraría en la atmósfera bajo un paracaídas y aterrizaría en tierra firme para su recuperación y análisis en laboratorios seguros especialmente diseñados.

## Historia
La misión es parte del Programa de Exploración de Marte de la NASA. El Science Definition Team propuso que el rover recolectara y empaquetara hasta 31 muestras de núcleos de rocas y tierra superficial para que en una misión posterior pudiera ser recogido y regresar con ellas a la Tierra para su análisis. En 2015, ampliaron el objetivo, con el plan de recolectar más muestras y distribuir los tubos en pequeñas pilas o reguardarlos en la superficie de Marte. En septiembre de 2013, la NASA anunció la oportunidad para que los investigadores propusieran y desarrollasen los instrumentos necesarios, incluido el sistema de almacenamiento de muestras. Los instrumentos científicos para la misión fueron seleccionados en julio de 2014 después de un concurso abierto basado en los objetivos científicos establecidos un año antes. Los instrumentos del rover podrán estudiar y analizar detalladamente cada muestra recogida. El presidente del Science Definition Team declaró que la NASA no presume que la vida existiera en Marte, pero dados los recientes hallazgos del rover Curiosity, cabe la posibilidad de haber existido en algún momento del pasado del planeta.

### Rover Perseverance

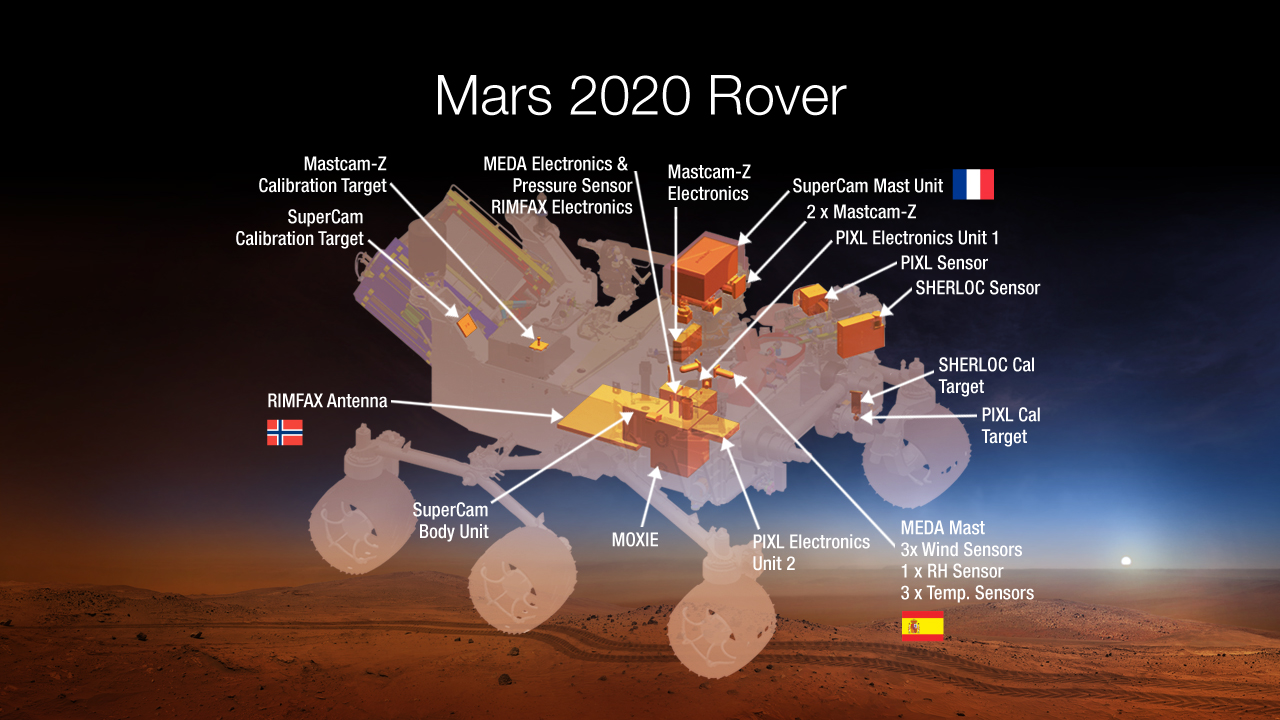
Proyecto Perseverance, carga útil del rover

El rover se basa en el diseño del Curiosity. Si bien hay diferencias en los instrumentos científicos y la ingeniería necesaria para apoyarlos, todo el sistema de aterrizaje (incluyendo el sistema de aterrizaje Skycrane y el escudo de calor) y el chasis del rover ha sido esencialmente recreado sin ingeniería o investigación adicional. Esto reduce el riesgo técnico general para la misión, mientras que ahorra tiempo y recursos en el desarrollo.
Entre los restos del equipo Curiosity, un generador termoeléctrico de radioisótopos— originalmente concebido como una parte de respaldo para Curiosity— suministra potencia al vehículo.
La misión rover y su puesta en marcha se estima que costará cerca de 2,1 mil millones de dólares. Su predecesor, el Mars Science Laboratory, costó 2,5 mil millones de dólares. La NASA trabajó para estimar su coste desde el día de la convocatoria. El Director de Misiones Científicas de la NASA, John Grunsfeld, dijo que era la disponibilidad de piezas de repuesto que haría que el nuevo rover fuese asequible dentro del presupuesto de la NASA. El equipo de ingeniería del  Curiosity también participará en el diseño del nuevo rover.
En octubre de 2016, la NASA informó que utilizó el cohete Xombie para probar el Lander Vision System (LVS), como parte de las tecnologías experimentales de prueba de descenso autónomo y ascenso asistido (ADAPT), para el aterrizaje de la misión Perseverance.

### Helicóptero Ingenuity

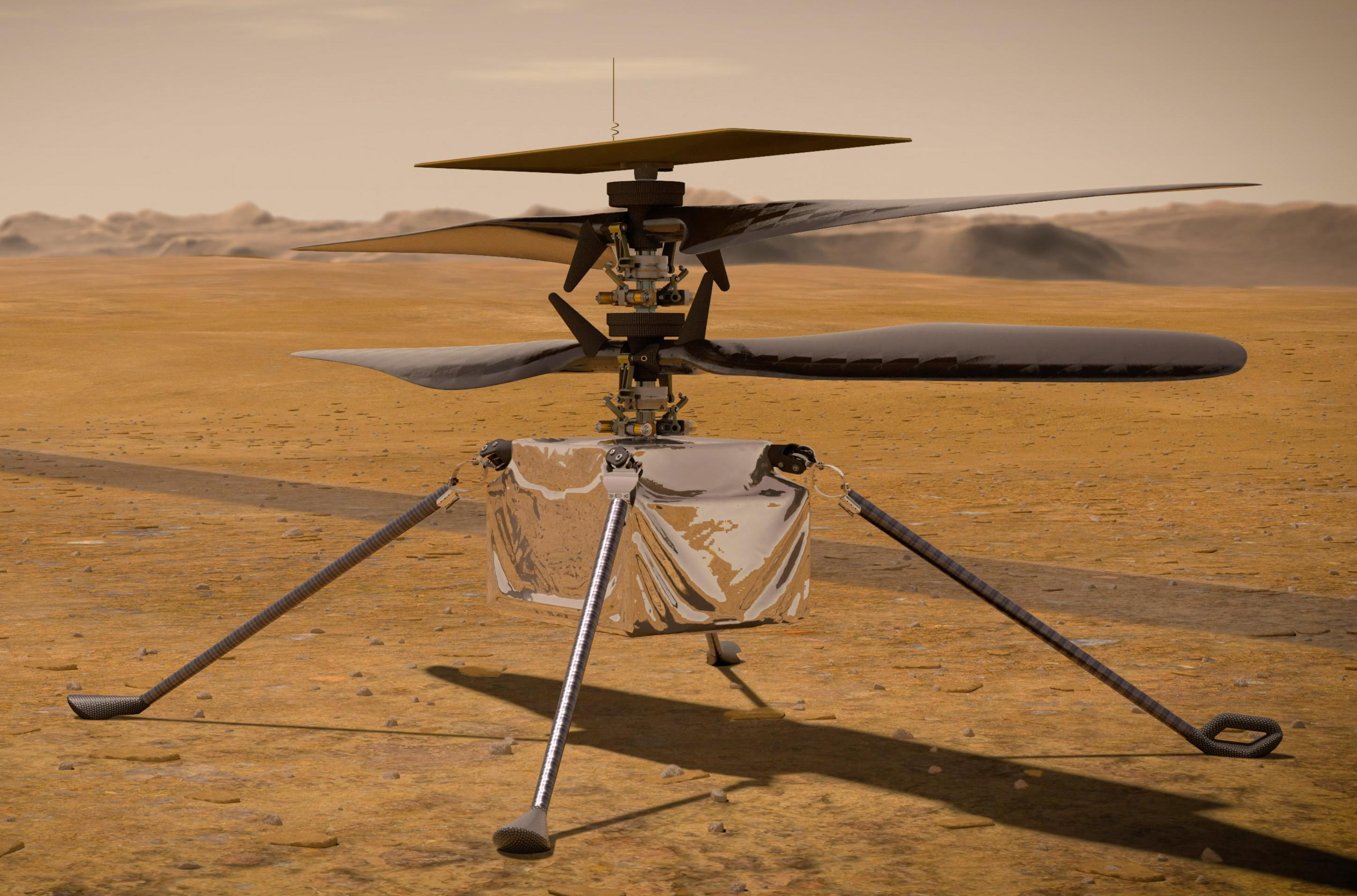
Representación artística del dron en Marte.

Ingenuity es un dron que servirá como demostrador tecnológico para buscar lugares y ayudar a Perseverance a encontrar la mejor ruta para llegar a objetivos. La aeronave se desplegará desde la cubierta del rover y se espera que vuele hasta cinco veces durante su campaña de prueba de 30 días al principio de la misión. Cada vuelo no durará más de tres minutos, a altitudes que oscilan entre los 3 y los 10 metros sobre el suelo, cubriendo potencialmente una distancia de 600 metros por vuelo. Funcionará autonomamente y se comunicará con Perseverance tras finalizar cada vuelo.
Si funcioná como se espera, la NASA considerará naves similares para futuras misiones.

### Sitios de aterrizaje propuestos
Las siguientes ubicaciones son ocho sitios de aterrizaje que se estaban considerando para el aterrizaje de Perseverance antes de la reunión en Pasadena, California, en febrero de 2017.
- Columbia Hills, en el cráter Gusev
- Cráter Eberswalde
- Cráter Holden
- Cráter Jezero[51][12]
- Mawrth Vallis
- Región Nordeste de Syrtis Major Planum
- Nili Fossae
- Región sudoeste de Melas Chasma

Se realizó un taller durante los días 8 a 10 de febrero de 2017 en Pasadena, para analizar estos sitios, con el objetivo de reducir la lista a 3 de ellos para su posterior consideración. Los seleccionados fueron:
- Cráter Jezero
- Región Nordeste de Syrtis Major Planum
- Columbia Hills, en el cráter Gusev, donde aterrizó el rover Spirit

### Sitio de aterrizaje seleccionado
Finalmente, en noviembre de 2018, se ha seleccionado el cráter Jezero como lugar de aterrizaje para el rover Perseverance. El cráter tiene 45 kilómetros de diámetro y en el pasado fue un lago.
|                                |
| Jezero y la región circundante |

|                                               |
| Posible canal que traerá sedimentos al cráter |

|                                                        |
| Jezero delta - alteración química por el agua (hi-res) |

|                                                  |
| Interior de Jezero; está al norte a la izquierda |

## Misión

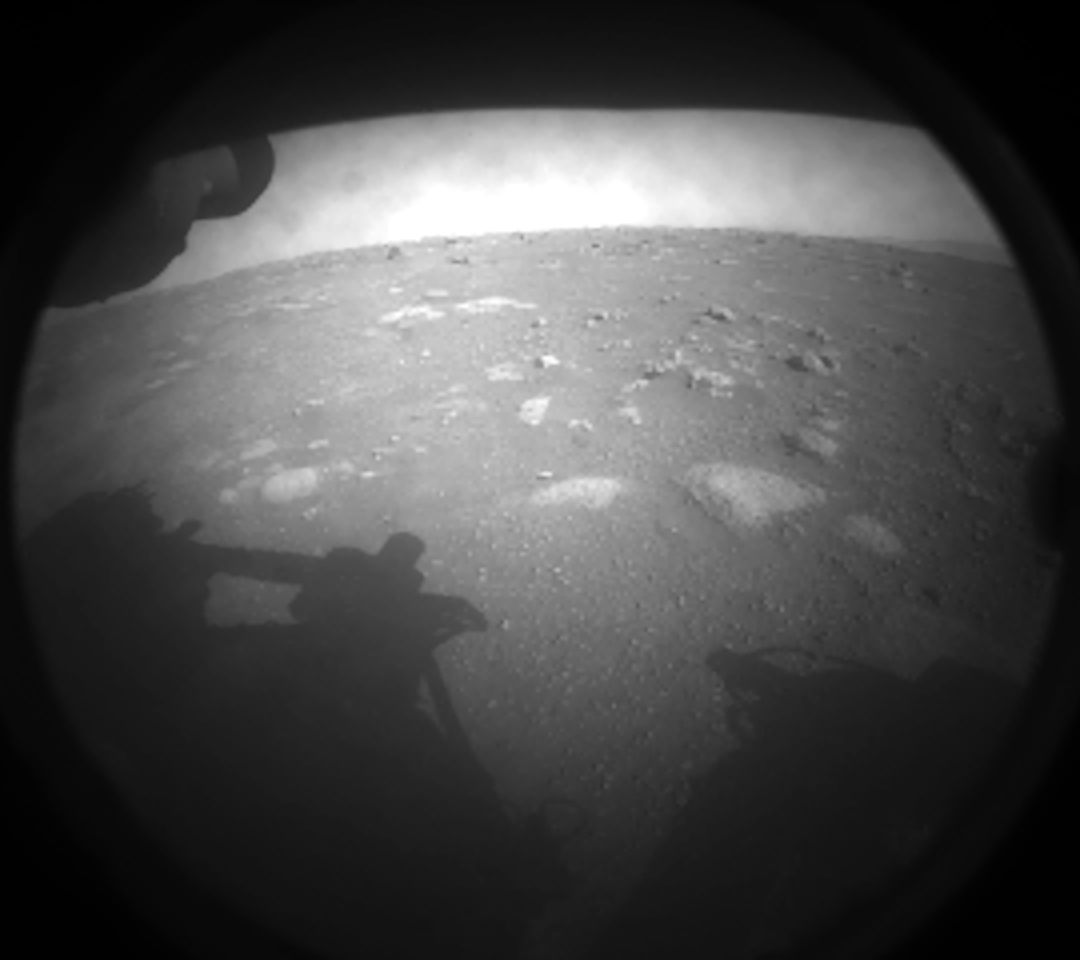
Primera foto tomada por el Perseverance (18 de febrero de 2021)

La misión explorará el cráter Jezero, que los científicos especulan que se trata de un antiguo lago de 250 metros de profundidad. El cráter presenta un prominente delta donde el agua que fluye a través de él deposita mucho sedimento durante eones, lo cual es "extremadamente bueno para preservar las biofirmas". Los sedimentos en el delta probablemente incluyen carbonatos y sílice hidratada, conocidos por preservar fósiles microscópicos en la Tierra durante miles de millones de años.
Se espera que la misión destinada a recoger las muestras que tome Perseverance sea lanzada en 2026, aterrizando en 2029 y enviando las muestras a la Tierra en 2031.
Durante su viaje interplanetario, NASA anunció que todas las maniobras de corrección de trayectorias fueron realizadas exitosamente.
Previo al aterrizaje, el equipo de la misión InSight anunció que trataran de registrar la secuencia de descenso y aterrizaje de Mars 2020 utilizando los sismógrafos de la sonda. A pesar de que ambas sondas se encuentran separadas a una distancia mayor a 3400 kilómetros, el equipo cree que hay una posibilidad de captar el impacto hipersónico de los equipos de balance de masa de Mars 2020.

### Lanzamiento y viaje interplanetario
La misión fue lanzada el 30 de julio de 2020 a las 11:50 UTC mediante un Atlas V, su lanzamiento se dio en el marco de la ventana de lanzamiento a Marte de 2020, que duró entre el 17 de julio de 2020 y el 15 de agosto de 2020.

### Aterrizaje y primeras operaciones
Perseverance e Ingenuity aterrizaron de manera exitosa en la superficie de Marte el 18 de febrero de 2021 a las 20:56 UTC.

## Envía tu nombre a Marte

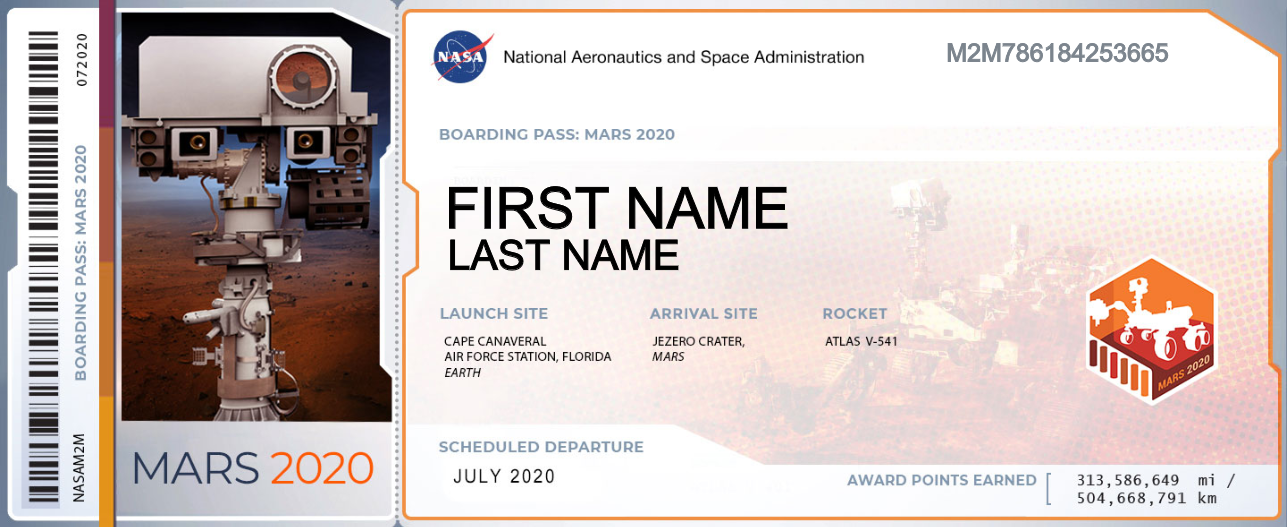
Mars2020 - Boleto

Envía tu nombre a Marte (en inglés, Send your name to Mars) fue una campaña realizada por la NASA para que las personas que desearan enviar su nombre a Marte lo pudieran realizar por medio de la Perseverance rover mission. El programa cerró el periodo de recepción de nombres a enviar a Marte con un total de 10 932 295 nombres recibidos. Los participantes de la convocatoria una vez que registraron sus nombres recibieron por parte de la NASA un boleto que indica la fecha en que partirán los nombres a Marte: mes de julio del año 2020, el lugar de despegue: Estación de la Fuerza Aérea de Cabo Cañaveral, Tierra y el lugar de arribo, señalado como Jezero (cráter), en Marte.

## Reacciones
En reacción al anuncio, el miembro de la Cámara de Representantes de los Estados Unidos del 28.º distrito congresional de California, Adam Schiff, se manifestó en apoyo a los nuevos planes de la misión rover, diciendo que "un rover actualizado con la instrumentación y la capacidad adicional es el siguiente paso lógico que se basa en sistemas de operaciones de aterrizaje y de exploración de la superficie ahora probadas". Schiff también dijo que estaba a favor de un lanzamiento acelerado en 2018 que permitiría una mayor carga útil que sería lanzado a Marte. Schiff dijo que estaría trabajando con la NASA, la administración de la Casa Blanca y el Congreso, para explorar la posibilidad de adelantar la fecha de lanzamiento.
El Director de Misiones Científicas de la NASA, John Grunsfeld, respondió que, si bien podría ser posible ponerlo en marcha en el 2018, "sería un empujón". Grunsfeld dijo que un lanzamiento en el 2018 requeriría de ciertas investigaciones científicas excluidas del rover y que incluso el objetivo de lanzamiento para el 2020 sería "ambicioso".
El divulgador científico Bill Nye sumó su apoyo a la prevista misión diciendo: "No queremos dejar de hacer lo que estamos haciendo en Marte, porque estamos más cerca que nunca para responder a estas preguntas: ¿Hubo vida en Marte y más extraño aún, ¿hay vida, hay ahora un lugar extraordinario que todavía no hemos mirado? Marte alguna vez fue muy húmedo—tenía océanos y lagos. ¿Comenzó la vida en Marte y consiguió lanzarse al espacio y todos somos descendientes de microbios marcianos? No es una locura, y que vale la pena descubrir. Vale la pena el costo de una taza de café por contribuyente cada 10 años o 13 años para averiguarlo. "Nye también aprobó un papel a Marte de retorno de muestras, diciendo:" La cantidad de información que se puede obtener de una muestra que regresa de Marte se cree que será extraordinariamente fantástico y digno y que cambiará el mundo".
La selección ha sido criticado por la atención constante de la NASA a Marte, y descuidando otros destinos del sistema solar en tiempos presupuestarios limitados.

## Imágenes
|                                                                                      |
| Atlas V despega desde la Estación de la Fuerza Aérea de Cabo Canaveral con Mars 2020 |

| |
| El administrador de la NASA, Jim Bridenstine, observa el lanzamiento de la misión Mars 2020 junto a los estudiantes Vaneeza Rupani y Alex Mather, quienes nombraron al helicóptero dron y el rover respectivamente. |

|                                                                           |
| Descenso de la sonda en Marte vista desde el Mars Reconnaissance Orbiter. |

|                                                                       |
| Perseverance momentos previos a ser liberado por el sistema SkyCrane. |

| |
| El equipo de Mars 2020 celebra el aterrizaje exitoso del rover Perseverance y el dron Ingenuity en Marte. |

|                                                                               |
| Miembros del equipo observan las primeras imágenes enviadas por Perseverance. |

|                                                                         |
| Importancia del Large Scale Sample Analysis (NASA, 9 de julio de 2013). |

|                                                                        |
| Importancia del Fine Scale Sample Analysis (NASA, 9 de julio de 2013). |

|                                                                                |
| Prototipo - Caché retornable de muestras marcianas (NASA, 9 de julio de 2013). |

|                                                                         |
| Propuesta de Mars Plant Experiment (MPX) del Rover (6 de mayo de 2014). |

| |
| Propuesta del Mars Plant Experiment (MPX) Concepto del Rover (6 de mayo de 2014). El experimento no fue seleccionado. |